# No One Lives Forever
The Operative: No One Lives Forever (abreviado como NOLF) es un videojuego de disparos en primera persona con elementos de sigilo, desarrollado por Monolith Productions y publicado por Fox Interactive, lanzado para Windows en 2000. El juego fue portado más tarde a PlayStation 2 y Mac OS X.
El juego basado en la narrativa y ambientado en la década de 1960, ha sido aclamado por la crítica por su representación estilística de la época en el espíritu de muchas películas de espías y series de televisión de esa década, así como por su humor. Los jugadores controlan a la protagonista femenina Cate Archer, que trabaja para una organización secreta que vela por la paz mundial. Además de una gama de armas de fuego, el juego contiene varios artilugios disfrazados de artículos de moda femenina comunes.
En el momento de su lanzamiento, muchos críticos sintieron que No One Lives Forever era el mejor juego de disparos en primera persona desde Half-Life de 1998. Después de recibir varios premios de Juego del Año en la prensa, se lanzó una edición especial de Juego del Año en 2001, que incluía una misión adicional. 
Un relanzamiento del juego se ha visto obstaculizado por el complicado estado de los derechos de propiedad intelectual (IP) de la serie, e incluso las partes que se supone que están en posesión de la PROPIEDAD intelectual han admitido públicamente no conocer la situación legal precisa de la serie.

## Argumento
Toda la historia se sitúa en los años 60, y la protagonista es una agente secreto dedicada a combatir el crimen. Cate Archer ahora sólo hace misiones de poco riesgo por culpa de un pasado turbio que quiere olvidar, y trabaja para la agencia secreta UNITY. Cate volverá al servicio activo completo debido a que uno de los más malvados, el tuerto ruso Volkov, se dedica a eliminar a todos los agentes secretos de Unity.

## Armamento
No One Lives Forever tiene una gran variedad de armamento que se reparten entre reales y ficticios.
Reales:
- Shepard Arms P38 9mm pistol - Walther P38.
- Petri .38 Airweight Revolver - Smith & Wesson Modelo 36 (variante Modelo 37 Airweight)
- Braun 9mm Parabelum - Pistola Luger.
- Hampton Carbine - Carabina silenciada De Lisle.
- Hampton MPL 9mm SMG - Walther MP (variante MPL).
- AK-47 Assault Rifle - AK-47
- Morris Model 14 Speargun
- Sportsman EX Crossbow
- Gordon 9mm SMG - Subfusil Sterling
- M79 Grenade Launcher
- Geldmacher SVD Sniper Rifle - Dragunov SVD.
- Bacalov Corrector - Thompson/Center Contender.